# Szív (regény)
A Szív (olaszul Cuore) egy gyermekregény, szerzője Edmondo De Amicis. A könyv a Risorgimento idején játszódik, és számos hazafias motívumot tartalmaz. A Treves adta ki 1886. október 18-án, az olasz tanév első napján, és azonnal sikert aratott.

## A cselekmény összefoglalása

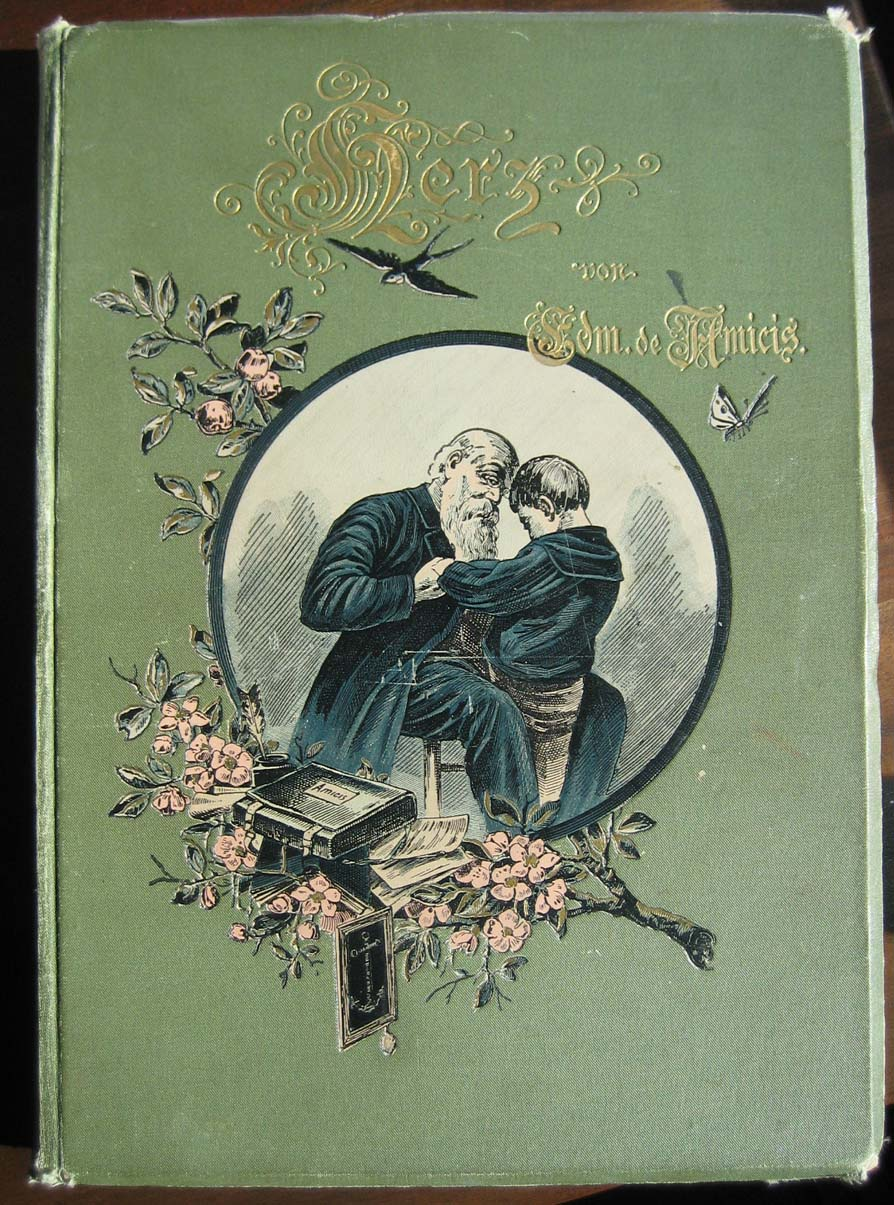
Az 1894-es német kiadás címlapja

A regény napló formájában íródott, a naplót maga a főszereplő kisfiú, Enrico Bottini vezeti, egy 10 éves itáliai elemi iskolás tanuló. A fiú az év folyamán sok barátra lel új osztályában, míg év végén el nem búcsúzik tanítójától és osztályától.
Enrico szülei és idősebb testvérei néha leveleken keresztül adnak tanácsokat a fiúnak és világosítják őt fel a világról. Tanítója minden hónapban felolvas egy-egy elbeszélést az osztálynak, amelyek itáliai gyerekek hősi cselekedeteiről szólnak.
A könyv szól a hazafiasságról, a szeretetről, a barátságról. Az író művét a kilenc és tizenhárom év közötti iskolásoknak ajánlja.

## Magyarul
- A szív. Egy iskolaév története; ford. Radó Antal; Dolinay, Bp., 1888
- A szív. Egy iskolásfiú naplója, 1-2.; ford. Zigány Árpád; Magyar Kereskedelmi Közlöny, Bp., 192?
- Szív; ford. Balla Ignác; Athenaeum, Bp., 1920 (Híres könyvek)
- Forgács Ferencnéː Szív. Ifjúsági színmű; Edmondo De Amicis elbeszélése nyomán; Tanítóképző, Kolozsvár, 1940
- Szív; ford. Gáspár Miklós; Nova, Bp., 1941
- Gyermekszív; ford. Székely Erzsébet; Creanga, Bukarest, 1973 (Minden gyermek könyve)
- Szív; ford. Székely Éva; Móra, Bp., 1987
- Szív; ford. Zigány Árpád, átdolg. Varga Lászlóné; Olvasók Háza, Bp., 2011 (A gyermekirodalom kincsei)

## Feldolgozások
2001-ben Maurizio Zaccaro rendezésében 600 perces olasz minisorozat készült a regényből. További munkatársak: Sara Polidoro (forgatókönyvíró), Alessandro Pesci (operatőr), Lilli Lombardi (vágó).
Szereplők: Giulio Scarpati, Anna Valle, Leo Gullotta, Antonella Ponziani.